# Madrigal del Monte
Madrigal del Monte ist eine nordspanische Landgemeinde (municipio) mit 143 Einwohnern (Stand: 2024) im Süden der Provinz Burgos in der Autonomen Gemeinschaft Kastilien-León. Zur Gemeinde gehört neben dem Hauptort die Ortschaft Tornadijo.

## Lage und Klima
Madrigal del Monte liegt am Río Carabidas in der kastilischen Hochebene (meseta) gut 24 km südlich der Provinzhauptstadt Burgos in einer Höhe von ca. 935 m. Das Klima ist gemäßigt bis warm; Regen (ca. 627 mm/Jahr) fällt übers Jahr verteilt.

## Bevölkerungsentwicklung
| Jahr      | 1970 | 1981 | 1991 | 2001 | 2011 | 2021 |
| Einwohner | 400  | 215  | 185  | 193  | 176  | 155  |

## Sehenswürdigkeiten
- Michaeliskirche (Iglesia de San Miguel Arcángel) in Madrigal del Monte
- Baudiliuskirche (Iglesia de San Baudilio) in Tornadijo
- Einsiedelei der Jungfrau von Yedra (Ermita de la Virgen de la Yedra)

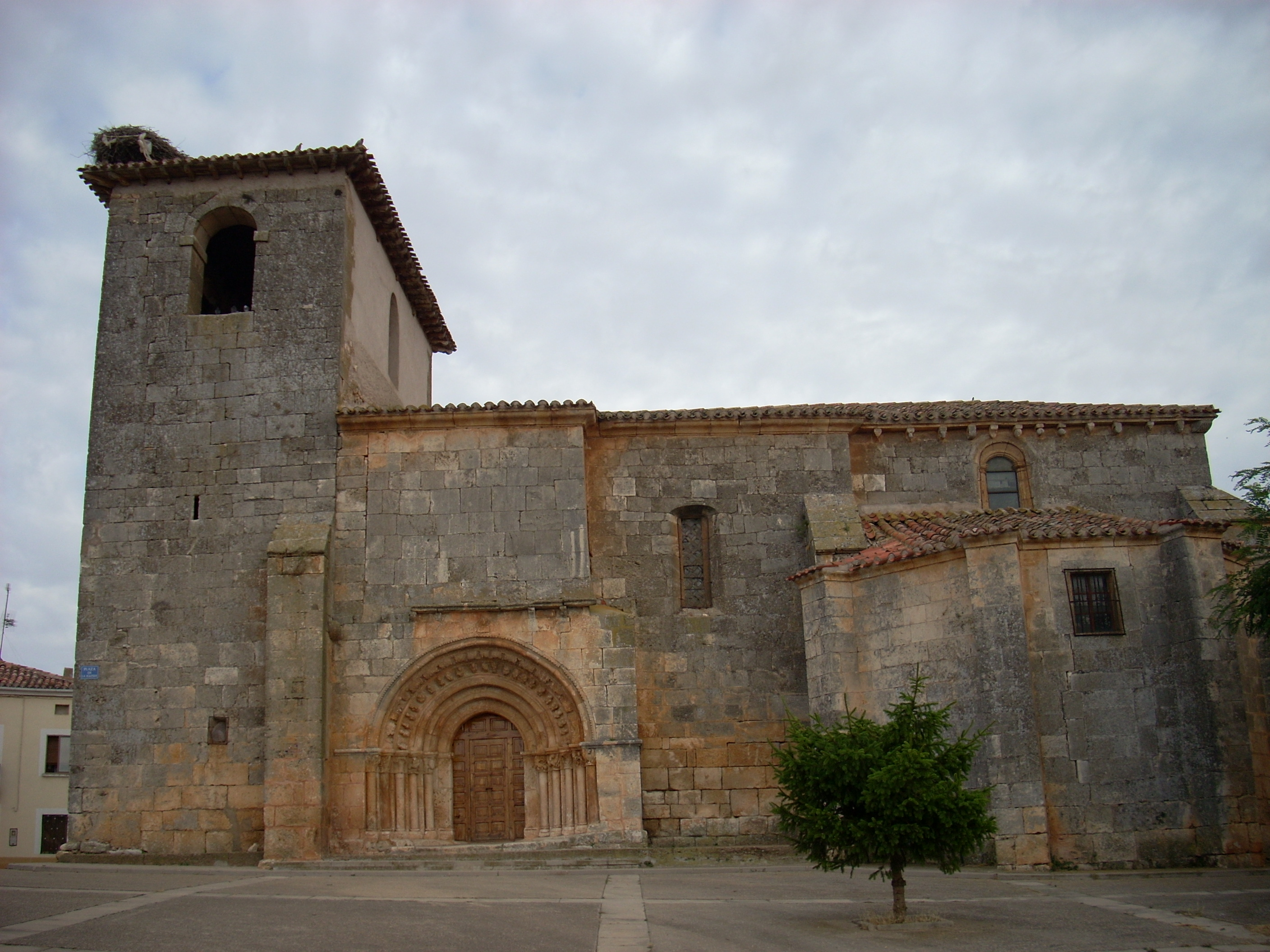
Michaeliskirche